# 1764
Évszázadok: 17. század – 18. század – 19. század
Évtizedek: 1710-es évek – 1720-as évek – 1730-as évek – 1740-es évek – 1750-es évek – 1760-as évek – 1770-es évek – 1780-as évek – 1790-es évek – 1800-as évek – 1810-es évek
Évek: 1759 – 1760 – 1761 – 1762 –  1763 – 1764 – 1765 – 1766 – 1767 – 1768 – 1769

## Események

### Határozott dátumú események
- január 7. – Madéfalvi vérengzés a határőrség szervezése ellen tiltakozó székelyek között.[1]

Magyar Királyi Szent István Rend első adományozása – 1764.május 5-e

- május 5. – Mária Terézia megalapítja a Szent István-rendet.[2]
- június 17. – Hadik Andrást nevezik ki Erdély katonai főparancsnokának, királyi biztosnak és a Gubernium elnökének.[3]
- szeptember 7. – Az oroszok által lefizetett szejm egyhangú szavazással II. Katalin orosz cárnő kegyeltjét, Stanisław August Poniatowskit választja meg a Lengyel–Litván Unió uralkodójának.[4]
- november 25. – A varsói Szent János-székesegyházban megkoronázzák II. Szaniszló Ágost lengyel királyt.[4]

### Határozatlan dátumú események
- az év folyamán – Barkóczy Ferenc érsek visszakapja az addig katonai fennhatóság alatt álló esztergomi várat.[5]

## Az év témái

### 1764 a tudományban
James Hargreaves – Fonógép

## Születések
- február 6. – Simone Évrard, Jean-Paul Marat felesége († 1824)
- február 11. – Haberle Károly német–magyar természetkutató, botanikus, bölcselet- és orvosdoktor, egyetemi tanár († 1832)
- február 23. – Kállay Péter magyar földbirtokos, császári és királyi kamarás († 1837)
- április 16. – Laurent de Gouvion-Saint-Cyr, marquis de Saint-Cyr, francia marsall († 1830)
- május 20. – Johann Gottfried Schadow, német klasszicista szobrász († 1850)
- július 5. – Lavotta János, zeneszerző, hegedűművész († 1820)
- augusztus 25. – Kovács János, pedagógus, mecénás, az MTA tagja († 1834)
- szeptember 8. – Teleki László gróf, író, költő, politikus († 1821)
- szeptember 25. – Fletcher Christian, angol tengerész, a Bounty hajón végbement matrózlázadás vezére († 1793)
- október 21. – Bihari János, cigány származású magyar zeneszerző és hegedűművész († 1827)
- november 10. – Beliczay Jónás, magyar evangélikus prédikátor († 1845)

## Halálozások
- április 15. – Madame de Pompadour,[6] XV. Lajos francia király szeretője (* 1721)
- május 10. – Christian Friedrich Henrici, azaz Picander német költő, Johann Sebastian Bach számos kantátájának librettistája (* 1700)
- szeptember 2. – Nathaniel Bliss, angol csillagász, az Oxfordi Egyetem professzora, a Royal Society tagja, királyi csillagász (* 1700)
- szeptember 12. – Jean-Philippe Rameau, francia barokk zeneszerző, zeneelméleti író (* 1683)
- október 26. – William Hogarth, angol festő, grafikus, rézmetsző, a modern karikaturisták előfutára, az angol nemzeti festészet megteremtője (* 1697)
- november 20. – Christian Goldbach, porosz matematikus (* 1690)
- december 22. – Amade László, költő (* 1703)

Bizonytalan dátum
- Szemjon Ivanovics Cseljuszkin, orosz tengerésztiszt, felfedező (* 1700)